# Двойственная категория
Двойственная категория (дуальная категория) — категория, построенная из заданной согласно теоретико-категорному принципу двойственности, то есть, для категории {\displaystyle {\mathcal {C}}} двойственной является категория {\displaystyle {\mathcal {C}}^{op}} с теми же объектами, что и {\displaystyle {\mathcal {C}}} и с множествами морфизмов
{\displaystyle {\text{Hom}}_{{\mathcal {C}}^{op}}(A,B)={\text{Hom}}_{\mathcal {C}}(B,A)} («обращение стрелок»). Композиция морфизмов в {\displaystyle f} и {\displaystyle g} в категории {\displaystyle {\mathcal {C}}^{op}} определяется как композиция {\displaystyle g} и {\displaystyle f} в {\displaystyle {\mathcal {C}}}. Понятия и утверждения, относящиеся к категории {\displaystyle {\mathcal {C}}}, заменяются двойственными понятиями и утверждениями в {\displaystyle {\mathcal {C}}^{op}}. Применение двойственности дважды переводит категорию в себя.

## Примеры
- Категория булевых алгебр эквивалентна двойственной категории пространств Стоуна и непрерывных функций.
- Категория аффинных схем эквивалентна двойственной категории коммутативных колец.
- Двойственность Понтрягина можно ограничить на эквивалентность категории компактных хаусдорфовых абелевых топологических групп и двойственной категории (дискретных) абелевых групп.
- Согласно теореме Гельфанда — Ноймарка категория локально измеримых пространств (и измеримых функций) эквивалентна двойственной категории коммутативных алгебр фон Неймана.

## Свойства
- {\displaystyle ({\mathcal {C}}\times {\mathcal {D}})^{op}\cong {\mathcal {C}}^{op}\times {\mathcal {D}}^{op}} (см. категория произведения)
- {\displaystyle (Funct({\mathcal {C}},{\mathcal {D}}))^{op}\cong Funct({\mathcal {C}}^{op},{\mathcal {D}}^{op})}[1][2] (см. категория функторов)
- {\displaystyle (F\downarrow G)^{op}\cong (G^{op}\downarrow F^{op})} (см. категория запятой)